# ميخائيل كيلي (لاعب كرة قدم)
ميخائيل كيلي (بالإنجليزية: Michael Kelly)‏ (14 يناير 1989 بدبلن في جمهورية أيرلندا - ) هو لاعب كرة قدم أيرلندي في مركز الدفاع. لعب مع نادي كلية جامعة دبلن وShamrock Rovers F.C. II ‏ وهايدلبرغ يونايتد ‏ وCaroline Springs George Cross FC ‏.

## وصلات خارجية
- ميخائيل كيلي على موقع قاعدة بيانات كرة القدم.إي يو (الإنجليزية)
- ميخائيل كيلي على موقع Soccerway.com (الإنجليزية)